# José António de Melo da Silva César e Meneses
José António de Melo da Silva César e Meneses (Lisboa, 19 de Novembro de 1763 — Lisboa, 10 de Dezembro de 1839), 8.º conde de São Lourenço e 2.º marquês de Sabugosa, alcaide-mor de Elvas, alferes-mor de Portugal, gentil-homem da Casa Real, grã-cruz da Ordem de Cristo e comendador da Ordem da Torre e Espada, foi um alto aristocrata e oficial general do Exército Português que entre 1804 e 1806 foi o 4.º capitão general dos Açores.

## Biografia
Nasceu na Ajuda, no então recém-construído Palácio Sabugosa, filho de D. António Maria de Melo da Silva César de Meneses, o 1.º marquês e 5.º conde de Sabugosa, e de sua mulher D. Joaquina José Benta de Meneses.
Membro da alta aristocracia portuguesa, seguiu a tradição e iniciou a carreira das armas como cadete em 1780, atingindo poucos anos depois o posto de coronel. Com esta patente foi despachado Governador e Capitão-General dos Açores em 29 de Agosto de 1804, tendo desembarcado em Angra em 12 de Setembro e tomado posse do cargo no 17 de Outubro daquele ano. Foi o 4.º capitão-general dos Açores.
Tendo assumido funções de governador e capitão-general dos Açores em Outubro de 1804, tendo como ajudante de ordens o seu filho primogénitos António José de Melo Silva César e Meneses, permaneceu no cargo pouco mais de ano e meio, regressando a Lisboa devido ao falecimento de seu pai, o 1.º marquês de Sabugosa, ocorrido a 4 de Junho de 1805.
Tendo permanecido no cargo por período tão curto, a sua acção como governante não chegou a sentir-se plenamente, não obstante ter recebido manifestações de apreço por parte dos locais. Assim, apesar da sua fugaz passagem pela administração do arquipélago ter impedido que o seu governo tivesse consequências apreciáveis, a pouca documentação conhecida, nomeadamente um ofício de 13 de Janeiro de 1805 transcrito no volume X do Arquivo dos Açores, permite perceber que a sua atenção como governador e capitão-general se centrou na agricultura, em particular na melindrosa questão do aproveitamento dos baldios e na perda demográfica causada pelos recrutamentos e pela emigração, que reduzia a mão-de-obra disponível para os trabalhos agrícolas. Outras matérias que abordou foram a instrução pública, a dramática situação dos expostos, abandonados nos conventos e nas casas da roda e sujeitos a uma tremenda mortalidade infantil, e a necessidade de conceder à ilha Graciosa um dos navios do privilégio para emigração para o Brasil.
Terminada a sua comissão como de governo nos Açores, voltou ao serviço do seu regimento, sendo promovido ao posto de brigadeiro em 1808 e depois, sucessivamente, a marechal de campo, em 1810, e a tenente-general, em 1815. Nos últimos anos da sua carreira foi membro do Conselho de Guerra.
Defensor do legitimismo, foi apoiante da realeza de D. Miguel I de Portugal, tendo sido deputado da Junta dos Três Estados e presidente do Conselho Ultramarino. Em 1826 foi feito par do reino, tendo exercido o cargo até à dissolução das Cortes que precedeu o início da Guerra Civil Portuguesa.
Oriundo de uma das mais poderosas famílias da nobreza portuguesa, para além dos seus títulos nobiliárquicos, era o 10.° alcaide-mor de Elvas, alferes-mor de Portugal, gentil-homem da câmara da rainha D. Maria I de Portugal, grã-cruz da Ordem de Cristo e comendador da Ordem da Torre e Espada.

## Nota
1. 1 2 3 4 5  Nota biográfica na Enciclopédia Açoriana.